# Светлините на рампата
„Светлините на рампата“ (на английски: Limelight) е американски трагикомичен филм от 1952 година на режисьора Чарли Чаплин по негов собствен сценарий.
В центъра на сюжета е известен в миналото възрастен комик, който в края на филма се завръща успешно на сцената, но умира. Главните роли се изпълняват от Чаплин и Клер Блум, като епизодична роля има и Бъстър Китън.
При излизането на филма на Чаплин е забранено да посещава Съединените щати и той не е показван в много части на страната. По тази причина е включен в програмата на наградите „Оскар“ през 1973 година и получава наградата за оригинална музика.